# 萊馬特巴赫河 (克盧斯巴赫河支流)
47°27′55″N 7°34′57″E / 47.46524°N 7.58260°E
萊馬特巴赫河是瑞士的河流，位於該國西北部，流經巴塞爾鄉村州，屬於克盧斯巴赫河的右支流，河道全長1公里，發源自普費芬根，河口處在埃施以西。